# Heinrich Rode
Heinrich Rode (* im 14. Jahrhundert; † 1394) war Titularbischof in Hippo und Weihbischof in Münster.

## Leben
Heinrich Rode war Augustiner-Eremit und wurde am 9. November 1389 durch den münsterischen Bischof Heidenreich Wolf von Lüdinghausen zum Titularbischof von Hippo  und Weihbischof von Münster ernannt. Über seine Weihehandlungen im Bistum Münster ist nichts überliefert. Dennoch hat er hier gewirkt, denn seine Memorie wurde sowohl im Kollegiatstift St. Mauritz als auch im Kollegiatstift St. Martini begangen. In seine Amtszeit fällt auch das Wirken des Weihbischofs Wennemar von Staden. So muss davon ausgegangen werden, dass derzeit zwei Weihbischöfe amtierten.